# Hochneujahr

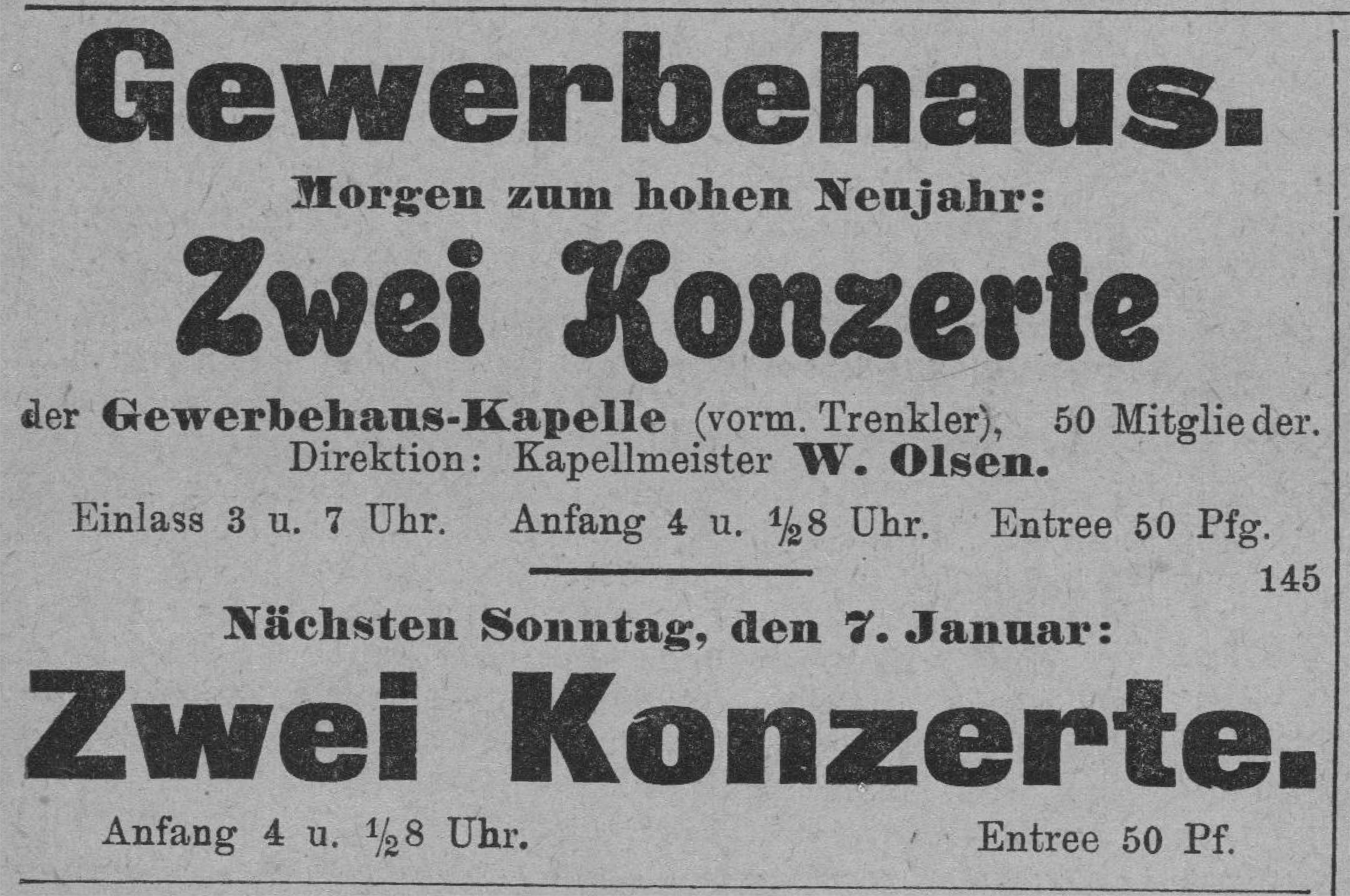
Konzert zum Hochneujahr 1906 in Dresden

Hochneujahr bezeichnet traditionell den 6. Januar, vor allem im süddeutschen und alpinen Raum, aber auch im thüringisch-sächsischen Kulturraum, und entspricht einer Neujahrsvorstellung, die sich durch Brauchtum und Volksglauben überliefert hat. Weitere Begriffe sind Hohneujahr, Großes Neujahr, Großneujahr, Oberster oder Öberster.
Der Ursprung dieser Neujahrsvorstellung wurde gemeinhin auf christliche Wurzeln zurückgeführt oder in einem christlichen Zeitraum angesetzt. Dieser christliche Ansatz für die Vorstellung des 6. Januar als Neujahrstag wird mittlerweile angezweifelt, da er durch keine christliche Tradition gestützt wird und zeitlich in keinem Zusammenhang mit den Kalenderumstellungen und Anpassungen des 16. bis 18. Jahrhunderts steht.
Dieser Artikel dient daher sowohl der Gegenüberstellung christlicher und vorchristlicher Deutungen, wie der Darstellung des damit verbundenen Brauchtums.

## Christliche Herleitungen des Neujahrscharakters
Es gibt verschiedene Ansätze, den Neujahrscharakter des 6. Januar aus einer christlichen Tradition zu erklären, oder ihr Entstehen zumindest in christlicher Zeit anzusetzen.

### Im frühchristlichen Rom selbst wurde der 6. Januar zum Neujahr erklärt
Diese These gründet sich auf zwei Behauptungen:
- Mit der Einführung des Christentums als Staatsreligion (390/394 n. Chr. durch Kaiser Theodosius I.) wäre der Neujahrstag auf Grund des heidnischen Charakters des alten römischen Neujahrs vom 1. Januar auf den christlichen Epiphanias-Tag (Tag der Erscheinung des Herrn) des 6. Januar verlegt worden. Ein Beispiel beschreibt das evangelisch-lutherische Lexikon der Kirchengeschichte: „Im römischen Kalender wurde der 1. Januar im Jahr 46 vor Chr. offiziell zum Jahresbeginn erkoren. An diesem Tag fanden ausschweifende Feierlichkeiten mit Eßgelagen, Trinkgelagen und Opfergaben statt. Von den Christen wurde dieses heidnische Treiben abgelehnt, mit der Einführung des Christentums als Staatsreligion der Neujahrstag auf den 6. Januar, den Tag der Taufe Jesu, verlegt und der 1. Januar zum Fastentag erklärt.“[1]

- Im Verständnis der frühchristlichen Gemeinden innerhalb des Imperium Romanum hätte sich das Datum des 6. Januar – dem Tag der Erscheinung des Herrn – zum christlichen Neujahrstag entwickelt, der als Volksglauben überdauert hat. Als Beispiel führt das Österreichische Kultur Informationssystem an: „Dreikönig (6. Jänner), Fest der Heiligen Drei Könige, auch Fest der Erscheinung des Herrn; galt bis ins 4. Jahrhundert als Tag der Taufe Christi (der eigentlichen Geburt) und wurde als Jahresbeginn angesehen (Hochneujahr)“.[2]

Tatsächlich wurde das offizielle Römische Neujahrsdatum 1. Januar auch nach der Erhebung des Christentums zur Staatsreligion durch Kaiser Theodosius I. und dessen Nachfolger beibehalten, eine Änderung dieses Neujahrsdatum auf Grund christlicher Einflüsse ist in keiner Urkunde der Spätantike erkennbar.
Mehr noch wurde dieses Datum – analog zu anderen römischen Traditionen (z. B. Titel Pontifex Maximus) – auch vom römischen Papsttum übernommen, womit der heidnisch-römische Festcharakter dieses Datums für die Kirchenführung evident wurde.  Erste deutliche Distanz zu den nach wie vor praktizierten heidnischen Ritualen wird in den Sermones des Augustinus (wahrscheinlich um 418 n. Chr.) deutlich, verbunden mit ersten Versuchen dieses Datum stärker mit christlichen Inhalten zu verbinden.
Eine bewusste Verlegung des römischen Neujahrsdatums auf ein christlich besetztes Datum wie Epiphanias lässt sich jedoch weder durch Augustinus noch durch spätere christliche Autoren begründen – im Gegenteil, wird bei aller Verurteilung des heidnischen Hintergrundes offensichtlich nicht an dem Neujahrsdatum gerüttelt.
Sehr deutlich wird dieser Umstand durch den Themenbereich des Konzils von Tours im Jahr 567, auf dem neben einem Verbot des heidnisch-römischen Festes zu Ehren des Gottes Janus das Neujahrsdatum des 1. Januar durch das Fest der Beschneidung des Herrn mit einem christlichen Inhalt versehen wurde – auch hier ist keine Rede von einer Verlegung des traditionellen Neujahrstages auf ein anderes Datum. Das Problem blieb jedoch während der kommenden 200 Jahre weiter bestehen – so musste sich das Konzil von Toledo um 636 n. Chr.  erneut mit der Frage beschäftigen.
Noch in den Briefen des Bonifatius an Papst Zacharias im Jahr 742 n. Chr. wird das Problem der nach wie vor praktizierten heidnischen Bräuche deutlich, wobei hier explizit mit Calendae Januarii der 1. Januar genannt wird.
Im Weströmischen Reich bzw. in der römisch-katholischen Kirche bildete der 1. Januar, also bis in die  Missionszeit des Bonifatius und damit in die Zeit der eigentlichen Christianisierung des Süddeutschen Kulturraumes, die Neujahrsvorstellung der päpstlichen Kirche, und kann somit auch nicht die Quelle des in Süddeutschland verbreiteten Volksglaubens vom 6. Januar als Neujahrstag darstellen.
Unter anderem wird dies noch für den offiziellen kirchlichen Jahreswechsel  999 / 1000 n. Chr. deutlich, für den der amtierende Papst Silvester II. den Weltuntergang verkündet hatte – ein christlicher Weltuntergang zu einem als heidnisch verpönten Datum also.
Auch ein christlicher Volksglaube, der innerhalb des Römischen West-Reiches zwischen dem 3. und  4. Jahrhundert abweichend von der offiziellen kirchlichen Linie ausdrücklich die Vorstellung des 6. Januar als Neujahrstag in sich trug, erscheint in keiner Quelle – seine Übertragung auf Regionen völlig anderer, religiöser, kultureller und geographischer Zusammenhänge, die zudem erst 300 Jahre später überhaupt christianisiert wurden, scheint daher ausgeschlossen.

### Die Vorstellung des 6. Januar als Neujahrstag entstand seit dem 9. Jahrhundert
Diese These fußt auf der Behauptung, dass der 6. Januar einer jener offiziellen Neujahrsdaten wurde, die sich wohl seit dem 9./10. Jahrhundert in Europa mit unterschiedlichen Begründungen auf einzelne christliche Datierungen verselbständigten.
Gesichert ist, dass seit dem 10. Jahrhundert der Neujahrsgedanke in Europa mit zahlreichen Daten des christlichen Jahreskreises verbunden wurde – weder auf dem Gebiet des Heiligen Römischen Reiches, noch überhaupt in Europa wird dabei jedoch in einer Quelle der 6. Januar als christlicher Neujahrstag genannt. Auf dem Gebiet des Reiches waren dies dagegen nachweislich vier christliche Jahrestage, die in den einzelnen territorialen Kanzleien Verwendung fanden – 1. Januar  –  25. März  –  Osteranfang – 25. Dezember.
Dabei beherrschte seit den Karolingern der 25. Dezember als Weihnachtsbeginn die Neujahrstradition so sehr, dass man von einem „deutschen Neujahr“ im Mittelalter sprechen könnte.
Eine Quelle für die Behauptung, das Neujahrsverständnis des 6. Januar sei in Deutschland aus einem offiziellen früh- oder hochmittelalterlichen, christlichen Neujahrsdatum entstanden, gibt es somit nicht.

### Die Vorstellung des 6. Januar als „Neujahr“ verbindet sich mit der Dreikönigsverehrung
Die Verehrung der Heiligen Drei Könige in Deutschland beginnt mit der Überführung der Reliquien im Jahr 1164 von Mailand nach Köln durch Kaiser Friedrich Barbarossa, wo seither das Fest dieser Überführung am 23. Juli 1164 gefeiert wurde. Seit dem 13. Jahrhundert verstärkt im 14. Jahrhundert entstand daraus eine Reliquienverehrung, die den Dreikönigenschrein zu Köln zu einem der wichtigsten Pilger- und Wallfahrtsstätten machte. Aufgrund dieser Reliquienverehrung trat in der mittelalterlichen Volksfrömmigkeit im deutschsprachigen Raum allmählich die Verehrung der Heiligen Drei Könige so stark in den Vordergrund, dass bis heute in den katholischen Gebieten Deutschlands der Begriff „Dreikönigsfest“ oder „Dreikönigstag“ der vorherrschend gebrauchte Name für den 6. Januar ist und als Grund für die Entstehung des mit diesem Tag verbundenen Neujahrsgedankens gedeutet wird.
Tatsache ist jedoch, dass diese Verehrung der Heiligen Drei Könige und das damit zusammenhängende Brauchtum sich anhand der Quellen erst im 16. Jahrhundert voll ausbildete, und das Nennungen des 6. Januar als Dreikönigstag erstmals ab Mitte des 14. Jahrhunderts einsetzen, zu einem Zeitpunkt also, da die Neujahrsbegriffe bereits volkstümlich arriviert sind – so muss Hermann von Fritzlar in seinem Buch von der Heiligen Leben um 1349, den Menschen noch erklären, dass der (allseits bekannte) Oberste Tag andern Orts auch Drei König genannt wird, selbst in späteren Quellen, wird dieser Oberste Tag nicht mit Drei König, sondern mit Epiphanias gleichgesetzt.

### Die Vorstellung des 6. Januar als „Neujahr“ verbindet sich mit der Kalenderreform von 1582
Diese These fußt auf der Behauptung, dass es durch die unterschiedliche Handhabung des neuen Gregorianischer Kalender, der seit dem Jahr 1582 den alten Julianischer Kalender ersetzen sollte, vor allem in den süddeutschen Kleinterritorien zwischen katholischen Herrschaften (welche die Umstellung sofort nachvollzogen) und protestantischen Herrschaften (welche die Umstellung erst im 17. Jahrhundert nachvollzogen) zu Kalenderdifferenzen kam, die vor allem zum Jahreswechsel als Zeit Zwischen den Jahren wahrgenommen wurde, also mit einem früheren katholischen Neujahrstag und einem 10 Tage späteren protestantischen Neujahrstag.
Ohne hier auf all die sonstigen Ungereimtheiten dieser These einzugehen, genügt es, dass die quellenmäßig erschlossenen Erstnennungen des 6. Januar als im Volksglauben überlieferter Neujahrstag bis ins 14. Jahrhundert zurückreichen, also in keinem Fall mit den Kalenderumstellungen und Anpassungen des 16.–17. Jahrhunderts in Zusammenhang stehen.

### Fazit christlicher Deutung des 6. Januar als Neujahrstag
Die einzelnen Thesen, die zur Herleitung eines christlichen Ursprungs des Neujahrsgedankens am 6. Januar herangezogen werden, können durch Quellen nicht belegt werden, oder werden selbst durch die Quellenlage widerlegt.
Die Vorstellung des 6. Januar als Neujahrstag ist demnach ein ausschließlich im Volksglauben verankertes Datum, das nach heutiger Quellenlage zu keinem Zeitpunkt einen offiziellen christlichen oder kalendarischen Charakter besaß und sich daraus nicht erzeugen konnte. Eine Deutung des Neujahrsverständnisses vom 6. Januar als Teil eines ursprünglich vorchristlichen Jahreskreises kann daher nicht mehr ausgeschlossen werden.

## Die vorchristliche Herleitungen des Neujahrscharakters
Eine vorchristliche Herleitung der süddeutschen Neujahrsvorstellungen, die sich mit dem 6. Januar verbinden, befasst sich zunächst mit dem kulturhistorischen Hintergrund der betreffenden Regionen.
Historisch und archäologisch haben in diesem Raum fünf Kulturgruppen in einer Weise Spuren hinterlassen, die für die Entstehung eines vorchristlichen Volksglaubens bis in die Zeit der christlichen Mission des 7. und 8. Jahrhunderts wirksam sein konnten
- die keltische („gallische“) Kultur (bis 15 v. Chr. südlich der Donau wirksam) [ Kelten, Gallier ]
- die römische Kultur (seit 15. v. Chr. südlich der Donau wirksam, was zur Ausbildung einer gallo-römischen Kultur führte)
- die suebisch-elbgermanische Kultur (seit 100 v. Chr. in Südwestdeutschland, sowie nördlich und östlich der Donau wirksam)
- die alemannisch-elbgermanische Kultur (seit 250 n. Chr. in Südwestdeutschland und dem Alpenvorland wirksam)
- die bajuwarisch-elbgermanische Kultur (seit dem 6. Jahrhundert in Bayern und der Alpenregion wirksam)

All diese kulturellen Einflüsse waren im süddeutschen Brauchtum bis ins 8. Jahrhundert in unterschiedlicher Ausprägung noch gegenwärtig.

### Vorchristliche Herleitung eines Hochneujahr aus gallo-römischer Tradition
Für die gallo-römische Kultur wie sie seit dem Jahr 15 v. Chr. für das Gebiet südlich der Donau bzw. des obergermanisch-Rätischer Limes als Teil des Römischen Reiches bezeugt ist, sind zwei Kalendersysteme überliefert.
- der offizielle Römische Kalender mit dem 1. Januar als Neujahrstag
- die keltische Kalendertradition wie sie u. a. im Kalender von Coligny überliefert ist, deren Jahreswechsel im November stattfindet, und der bis Heute noch in der Nacht vor dem 1. November als Halloween/Semhain begangen wird.[14]

Die gallo-römischen Kulturgruppen kommen kulturhistorisch also nicht für eine überlieferte Neujahrsdatierung des 6. Januar in Frage, umso mehr, als sich das Gebiet dieser Neujahrsvorstellung auch weit nördlich der römischen Reichsgrenzen und damit auch außerhalb der gallo-römischen Kulturgrenzen entwickelt hat.

### Vorchristliche Herleitung eines Hochneujahr aus elbgermanischer Tradition
Neben den gallo-römischen Kulturelementen wurden in den Regionen, die eine solche Volksüberlieferung tradierten, vor allem elbgermanische Kulturelemente wirksam (Elbgermanen). Dabei steht „elbgermanisch“ als archäologischer Begriff für jene germanische Kulturgruppe, die bei antiken Autoren wie Tacitus als „Suebisch“ oder „Herminonische Kulturgruppe“ historisch fassbar wird – die archäologischen Fundmerkmale, die als elbgermanisch identifiziert werden, decken sich also mit der regionalen Verbreitung der Völker die sich selbst als „Sueben“, oder als Teil der „Suebischen Kult- und Stammesgemeinschaft“ verstanden.
Dies sind um 100 v. Chr. zunächst Gebiete in Schleswig-Holstein, Mecklenburg, Brandenburg, östl. Niedersachsen und  Sachsen-Anhalt mit Schwerpunkt beiderseits der Elbe.
Im Zuge der 1. elbgermanischen (suebischen) Völkerwanderung im 1. Jahrhundert v. Chr. dehnte sich dieses Kulturgebiet nach Thüringen, Hessen, Franken, Böhmen und Baden-Württemberg aus, wobei letztere Region ihre gallo-römische Dominanz beibehielt, soweit sie Teil der römischen Provinzen wurde.
Im Zuge der 2. elbgermanischen (alemannischen) Völkerwanderung seit 250 n. Chr. wurden dann auch diese Regionen der ehemals römischen Provinzen, Germania superior, Agri decumates, und Rätien in den elbgermanischen Kulturraum einbezogen.
Zuletzt erfolgt seit 500 n. Chr. mit der Einwanderung der bajuwarischen Stämme (Bajuwaren) nach Bayern und in den Alpenraum die dritte und letzte elbgermanische Landnahme, wobei nun erstmals auch Gebiete der gallo-römischen Provinz Noricum betroffen wurden.
Vergleicht man den damit seit 500 n. Chr. entstanden Kulturraum, der archäologisch und historisch als elbgermanisch betrachtet wird, so zeigt sich, dass er sich weitgehend mit den Regionen deckt, in denen seit dem frühen Mittelalter für den 6. Januar eine Neujahrsvorstellung im Volksglauben weitergetragen wurde, wobei sich diese Vorstellung für Baden-Württemberg, Bayern, Südost-Hessen und Thüringen und die Alpenregion massiert feststellen lässt – im Kulturraum jener drei Völkerschaften  Alemannen, Bajuwaren und Thüringer also, die zugleich auch als letzte Träger der elbgermanischen Kultur im deutschsprachigen Raum betrachtet werden, die Langobarden bewegten sich außerhalb dieses Kulturraumes.
Auch sprachwissenschaftlich wird dieser Raum als „Oberdeutschland“ umrissen, in dem die „oberdeutschen Dialekte“ ihre elbgermanische Gemeinsamkeit bekunden, zu der sprachwissenschaftlich auch das ausgestorbene Langobardisch gehört.
In jenen nördlichen Regionen dagegen, in denen die elbgermanische Kultur auf Grund historischer Abwanderungsbewegungen ab einem gewissen Zeitraum archäologisch nicht mehr nachweisbar ist, sind nur noch spärliche und ausschließlich „frühe“ Einzelnachweise eines Neujahrsverständnisses  vom 6. Januar überliefert.